# Eisscheide

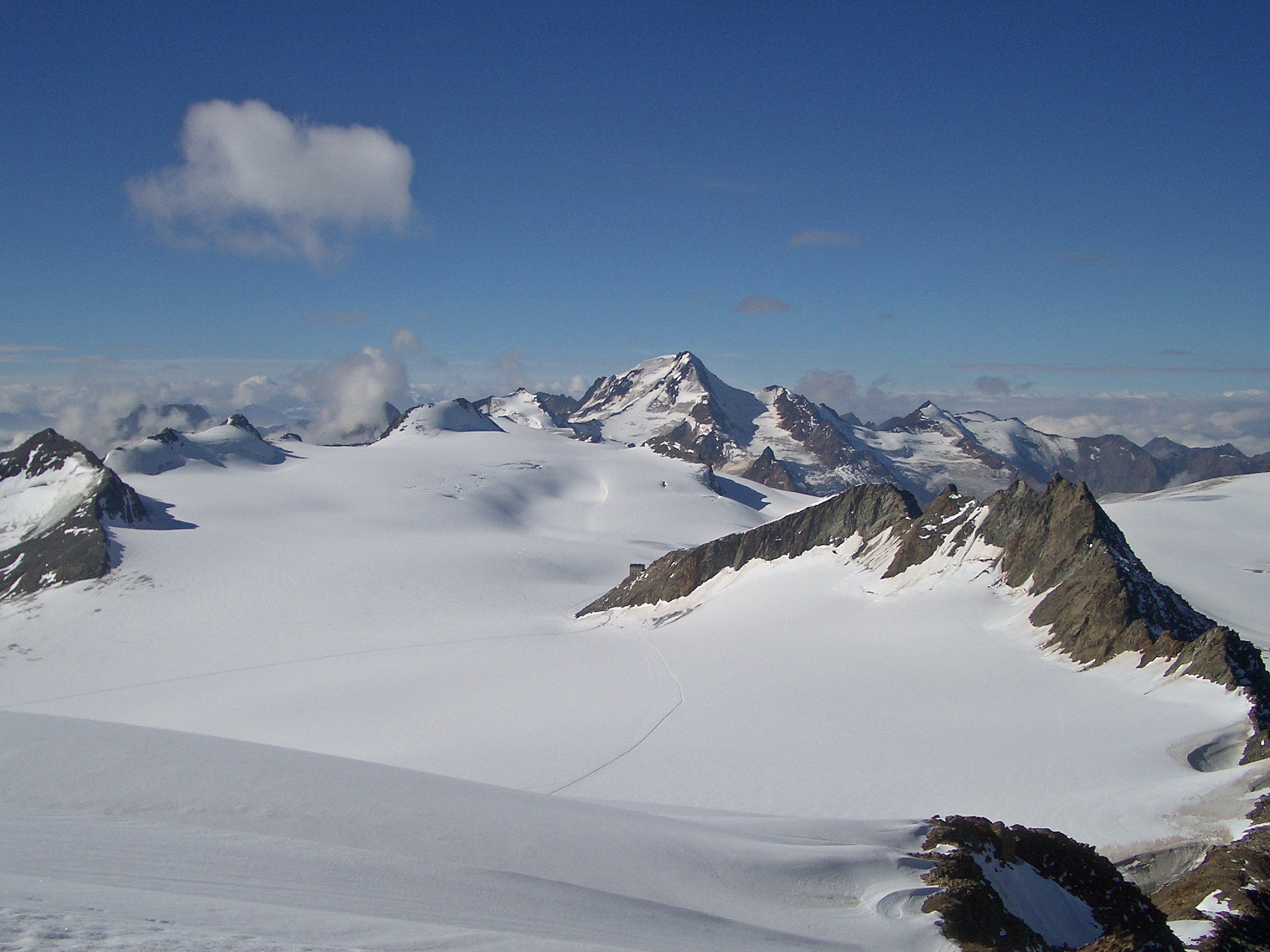
Am Kesselwandjoch unterhalb des Brandenburger Hauses bilden Kesselwandferner (links) und Gepatschferner (rechts) eine Gletscherscheide

Eine Eisscheide oder auch Gletscherscheide ist ähnlich einer Wasserscheide die Stelle eines Eisschilds, einer Eiskappe oder eines Gletschers, an der das Eis in unterschiedliche Richtungen abfließt. Solche Eisscheiden haben eine besondere Bedeutung im Hinblick auf die an Eisschilden mittels Bohrungen durchgeführte Forschung, denn solche Bohrungen werden meist auf dem Scheitel solcher Eisschilde durchgeführt um möglichst nur vertikale Bewegungen des Eises ohne Störungen durch seitliche Fließbewegungen anzutreffen.
Ein Beispiel für eine Eisscheide in den Alpen findet sich am Kesselwandjoch in den Ötztaler Alpen, von dort fließt das Eis des Gepatschferners nach Westen, das des Kesselwandferners nach Osten. 
Gletscherstromscheiden werden oft auch als Eisscheiden bezeichnet. Dabei handelt es sich aber im Unterschied zu obiger Bedeutung um eine Verzweigung eines auf ein Hindernis treffenden Gletschers.